# DFB-Pokal 1967-1968
La DFB-Pokal 1968 fu la 25ª edizione della coppa. 32 squadre si sfidarono nei 5 turni della coppa. In finale il FC Köln sconfisse il Bochum 4–1.

## Primo turno
| Squadra 1            | Risultato   | Squadra 2              |
| -------------------- | ----------- | ---------------------- |
| 27.01.1968           |             |                        |
| Borussia Neunkirchen | 2 - 3       | Eintracht Braunschweig |
| Bayer Leverkusen     | 0 - 2       | Norimberga             |
| Röchling Völklingen  | 4 - 2       | Werder Brema           |
| Hertha Berlino       | 1 - 0 (dts) | Amburgo                |
| Bochum               | 3 - 2       | Karlsruhe              |
| Homburg              | 1 - 4       | Colonia                |
| Arminia Bielefeld    | 0 - 1       | Schalke 04             |
| Bayern Hof           | 0 - 1       | Borussia M'gladbach    |
| Schweinfurt 05       | 1 - 2 (dts) | Eintracht Francoforte  |
| Lubecca              | 0 - 1       | Monaco 1860            |
| Preußen Münster      | 2 - 1       | Alemannia Aquisgrana   |
| Stoccarda            | 1 - 0       | Kaiserslautern         |
| Duisburg             | 4 - 1       | Hannover 96            |
| Jahn Ratisbona       | 1 - 4 (dts) | Bayern Monaco          |
| 28.01.1968           |             |                        |
| Oldenburg            | 2 - 3       | Borussia Dortmund      |
| 07.02.1968           |             |                        |
| Reutlingen           | 7 - 1       | Itzehoer SV            |

## Ottavi di finale
| Squadra 1      | Risultato   | Squadra 2              |
| -------------- | ----------- | ---------------------- |
| 22.02.1968     |             |                        |
| Bayern Monaco  | 3 - 1       | Duisburg               |
| 24.02.1968     |             |                        |
| Bochum         | 2 - 1       | Stoccarda              |
| Reutlingen     | 1 - 3       | Borussia Dortmund      |
| Schalke 04     | 2 - 3       | Eintracht Braunschweig |
| Norimberga     | 4 - 0       | Preußen Münster        |
| Hertha Berlino | 2 - 1       | Röchling Völklingen    |
| Monaco 1860    | 2 - 4       | Borussia M'gladbach    |
| 12.03.1968     |             |                        |
| Colonia        | 1 - 1 (dts) | Eintracht Francoforte  |

### Ripetizione
| Squadra 1  | Risultato | Squadra 2             |
| ---------- | --------- | --------------------- |
| 19.03.1968 |           |                       |
| Colonia    | 1 - 0     | Eintracht Francoforte |

## Quarti di finale
| Squadra 1              | Risultato   | Squadra 2           |
| ---------------------- | ----------- | ------------------- |
| 10.04.1968             |             |                     |
| Borussia Dortmund      | 2 - 1       | Hertha Berlino      |
| Bayern Monaco          | 2 - 1       | Norimberga          |
| 11.04.1968             |             |                     |
| Bochum                 | 2 - 0       | Borussia M'gladbach |
| Eintracht Braunschweig | 1 - 1 (dts) | Colonia             |

### Ripetizione
| Squadra 1  | Risultato | Squadra 2              |
| ---------- | --------- | ---------------------- |
| 23.04.1968 |           |                        |
| Colonia    | 2 - 1     | Eintracht Braunschweig |

## Semifinali
| Squadra 1  | Risultato | Squadra 2         |
| ---------- | --------- | ----------------- |
| 03.05.1968 |           |                   |
| Colonia    | 3 - 0     | Borussia Dortmund |
| 15.05.1968 |           |                   |
| Bochum     | 2 - 1     | Bayern Monaco     |

## Finale
| Squadra 1  | Risultato | Squadra 2 |
| ---------- | --------- | --------- |
| 09.06.1968 |           |           |
| Bochum     | 1 - 4     | Colonia   |

| Arbitro: | Karl Riegg (Augusta) |

|                                             |           |              |
| Jablonski 22’ (aut.) Rühl 38’, 57’ Löhr 70’ | Marcatori | 37’ Böttcher |

| 1. FC KÖLN 01/07: |   |                      |
|                   |   |                      |
| GK                | 1 | Milutin Šoškić       |
| DF                |   | Fritz Pott           |
| DF                |   | Matthias Hemmersbach |
| DF                |   | Wolfgang Weber       |
| MF                |   | Heinz Flohe          |
| MF                |   | Karl-Heinz Thielen   |
| MF                |   | Heinz Simmet         |
| MF                |   | Wolfgang Overath     |
| FW                |   | Carl-Heinz Rühl      |
| FW                |   | Hannes Löhr          |
| FW                |   | Heinz Hornig         |
| Allenatore:       |   |                      |
| Willi Multhaup    |   |                      |

| VFL BOCHUM 1848 FG: |   |                     |  |     |
|                     |   |                     |  |     |
| GK                  | 1 | Horst Christopeit   |  |     |
| DF                  |   | Gerd Wiesemes       |  |     |
| DF                  |   | Dieter Versen       |  |     |
| DF                  |   | Hans-Jürgen Blome   |  |     |
| DF                  |   | Werner Jablonski    |  |     |
| MF                  |   | Werner Balte        |  |     |
| MF                  |   | Karl-Heinz Böttcher |  |     |
| FW                  |   | Erich Schiller      |  |     |
| FW                  |   | Jürgen Jansen       |  | 61’ |
| FW                  |   | Heinz Höher         |  |     |
| FW                  |   | Gustav Eversberg    |  |     |
| sostituzioni:       |   |                     |  |     |
| MF                  |   | Dieter Moritz       |  | 61’ |
| Allenatore:         |   |                     |  |     |
| Hermann Eppenhoff   |   |                     |  |     |